# Rhynchochalcis pruinosa
Rhynchochalcis pruinosa är en stekelart som först beskrevs av Cameron 1906.  Rhynchochalcis pruinosa ingår i släktet Rhynchochalcis och familjen bredlårsteklar. Inga underarter finns listade i Catalogue of Life.